# Bombus subtypicus
Bombus subtypicus là một loài Hymenoptera trong họ Apidae. Loài này được Skorikov mô tả khoa học năm 1914.